# Telmatobius ventriflavum
Telmatobius ventriflavum é uma espécie de anfíbio anuro da família Telmatobiidae. Está presente no Peru. A UICN classificou-a como em perigo crítico.